# Ларман, Эмиль Карлович
Эмиль Карлович Ларман (18 октября 1898, Смилтене — 5 июля 1980, Москва) — советский военный деятель и учёный, генерал-майор инженерно-артиллерийской службы (16.11.1943), член-корреспондент Академии артиллерийских наук (19.12.1949), кандидат технических наук (1946), доцент (1940).

## Биография
Родился 4 июля 1902 года в местечке Смилтене, ныне город Смилтене, Латвия. С июня 1914 года — учащийся землемерного училища в городе Житомир. С февраля 1917 года — член-секретарь районного комитета РСДРП(б) местечка Смилтене. С февраля 1918 года — комиссар участка и председатель городской чрезвычайной комиссии в городе Гатчина Петроградской губернии.
В Красной армии — с ноября 1918 года: красноармеец 1-го Латышского стрелкового полка, Петроградский военный округ. С мая 1919 года — командир пулеметного взвода полка особого назначения 15-й армии. С сентября 1919 года — курсант 1-х Московских артиллерийских курсов командного состава. С мая 1920 года — заведующий разведкой 3-го легкого артиллерийского дивизиона Латышской дивизии. С сентября 1920 года — помощник командира батареи 21-го артиллерийского дивизиона 2-й конной армии. Участник Гражданской войны на Южном фронте против Врангеля, банд Махно, подавлении Хевсуарского восстания в Грузии. Был ранен.
С июня 1921 года — помощник командира батареи 2-х Бакинских артиллерийских курсов Восточной бригады Особой Кавказской армии. С мая 1922 года — помощник командира батареи 1-х Кавказских артиллерийских курсов. С декабря 1922 года — помощник командира вьючной конно-горной батареи Особой Кавказской армии. С июня 1923 года — командир батареи 1 -го Кавказского гаубичного артиллерийского дивизиона. С октября 1923 года — курсант Высшей артиллерийской школы командного состава, город Луга Петроградской губернии. С сентября 1924 года — командир батареи 1-го Кавказского гаубичного артиллерийского дивизиона 1-й Кавказской стрелковой дивизии. С июня 1925 года — начальник полковой школы, с сентября 1925 года — командир батареи, с февраля 1926 года — командир дивизиона артиллерийского полка 1-й Кавказской стрелковой дивизии.
С июля 1926 года — слушатель артиллерийского факультета, с сентября 1930 года — адъюнкт Военно-технической академии РККА им. Ф. Э. Дзержинского. С февраля 1933 года — начальник факультета материальной части артиллерии Артиллерийской академии им. Ф. Э. Дзержинского. С октября 1936 года — начальник отдела пушечного вооружения Управления авиационного вооружения Военно-воздушных сил РККА. В июле 1938 года уволен в запас по национальному признаку. С августа 1938 года — заведующий кафедрой проектирования артиллерийских систем Московского механико-машиностроительного института им. Н. Э. Баумана. После подачи жалобы в ЦК ВКП(б) восстановлен в рядах РККА. С февраля 1939 года — инженер по вооружению Энгельского военного авиационного училища. С марта 1939 года — преподаватель, с апреля 1939 года — старший преподаватель, с февраля 1940	года — начальник кафедры проектирования артиллерийских систем, с мая 1943 года — начальник кафедры проектирования и производства артиллерийских систем, с августа 1947 года — начальник факультета вооружения Артиллерийской академии им. Ф. Э. Дзержинского. С апреля 1953 года генерал-майор инженерно-технической службы Ларман в запасе.
Крупный специалист по проектированию артиллерийских систем, в том числе орудийных стволов и затворов, танковых установок и пушечному вооружению авиации. Из числа вышедших из печати его трудов (около 30), большинство получили широкую известность и признание, а учебник по проектированию и производству артиллерийских систем переведен на несколько иностранных языков (болгарский, румынский, польский, корейский). Его учебники по проектированию стволов, изданные в 1939, 1949 и 1976 годах не потеряли своего актуального значения и являются настольными пособиями инженерно-технических работников и конструкторов НИИ и КБ оборонных отраслей промышленности.
Умер 5 июля 1980 года. Похоронен в Москве на Кунцевском кладбище.

## Награды
- орден Ленина (21.02.1945)[4][5]
- орден Октябрьской Революции[6]
- три ордена Красного Знамени (03.11.1944[7][5], 15.11.1950[8][5], 28.10.1967[9])
- орден Красной Звезды (02.06.1942)[10]
  - медали в том числе:
  - «XX лет Рабоче-Крестьянской Красной Армии» (1938)[11]
  - «За оборону Москвы» (1945)[11]
  - «За победу над Германией в Великой Отечественной войне 1941—1945 гг.» (02.07.1945)[12]
  - «Ветеран Вооружённых Сил СССР» (1976)[11]

## Труды
- Противотанковая артиллерия и артиллерийское вооружение танков: Учебник. Л., Артакадемия, 1932.80 с.;
- Пушечное вооружение авиации: Учебник. Л., Артакадемия, 1936;
- Проектирование и расчет орудийных стволов и затворов: Учебник для ВТУЗ. М.-Л.: Оборонгиз, 1939. 164 с.;
- Проектирование и производство артиллерийских систем. Ч. 1-3. М., 1941—1942;
- 75-мм германское легкое пехотное орудие «18». Артакадемия, 1942. 75 с. (соавтор Третьяков Г. М.); 2-е изд. Артакадемия, 1942. 80 с. (соавтор Третьяков Г. М.);
- Проектирование и производство артиллерийских систем. Ч. 1. Проектирование орудийных стволов и затворов. М.: Воениздат, 1949. 396 с.;
- Устройство и проектирование стволов артиллерийских орудий. М.: Машиностроение, 1976. 431 с. (соавторы Орлов Б. В., Маликов В. Г.);
- Аксель Вильгельмович Гадолин (1828—1892). М.: Наука, 1969. 80 с.;
- Развитие материальной части артиллерии Советской армии за 30 лет // Артиллерийский журнал. 1948. № 1. С. 49-52.